# ［Alexandros］ live at Makuhari Messe "大変美味しゅうございました"
『[Alexandros] live at Makuhari Messe "大変美味しゅうございました"』（アレキサンドロス ライブ アット マクハリメッセ たいへんおいしゅうございました）は、［Alexandros］の通算4作目のライブ映像作品。Blu-rayとDVDの2種類の規格で、2016年3月30日にUNIVERSAL J / RX-RECORDSから発売された。

## 解説
- 映像作品としては、前作『SPACE SHOWER TV presents Welcome! [Alexandros]』から約1年3か月ぶりのリリースとなる。2015年12月19日に行った、バンド史上最大規模の単独公演[2]となったツアー『ご馳走にありつかせていただきます』の幕張メッセ公演の模様や、同ツアーのドキュメント映像、さらにはメンバーによる副音声も収録される[3]。
- 初回限定盤は、2015年7月17日に日本武道館にて開催した『Premium V.I.P. Party』からの7曲の映像を収録するほか、48ページのフォトブックレットが封入され[3]、三方背ケース付豪華特殊パッケージとなる。
- この日に新曲として初披露された「NEW WALL」は未収録となっている。

## 収録曲
1. Burger Queen
2. ワタリドリ
3. Boo!
4. ワンテンポ遅れたMonster ain't dead
5. Famous Day
6. Underconstruction
7. Buzz Off!
8. Droshky!
9. Waitress, Waitress!
10. She's Very
11. city
12. Dog 3
13. Cat 2
14. Kick & Spin
15. Thunder
16. Leaving Grapefruits
17. Starrrrrrr
18. Oblivion
19. Run Away
20. Coming Summer
21. can't explain
22. Adventure
23. Untitled
24. Girl A
25. Dracula La
26. Forever Young

### 初回限定盤映像
前述のように、2015年7月の日本武道館公演より以下の7曲の映像が収録されるほか、48ページのフォトブックレットが封入され、三方背ケース付豪華特殊パッケージとなる。
1. For freedom
2. You're So Sweet & I Love You
3. spy
4. Waterdrop
5. Rise
6. Stimulator
7. Kick & Spin